# Wausaukee
Wausaukee è un villaggio degli Stati Uniti d'America, situato in Wisconsin, nella contea di Marinette.